# Убаза
Убаза (фр. Aubazat) насеље је и општина у централној Француској у региону Оверња, у департману Горња Лоара која припада префектури Бријуд.
По подацима из 2011. године у општини је живело 182 становника, а густина насељености је износила 11,11 становника/km². Општина се простире на површини од 16,38 km². Налази се на средњој надморској висини од 640 метара (максималној 848 m, а минималној 464 m).

## Демографија
| 1962. | 1968. | 1975. | 1982. | 1990. | 1999. | 2011. |
| ----- | ----- | ----- | ----- | ----- | ----- | ----- |
| 191   | 200   | 169   | 163   | 155   | 172   | 182   |

График промене броја становника у току последњих година